# Ян Гербурт (белзький каштелян)
Ян Гербурт (пом. 1570) — польський шляхтич, військовик та урядник Королівства Польського. Представник роду Гербуртів.

## Життєпис
Син перемиського судді Яна Гербурта з Брухналя та його дружини Анни Фредро (батьки одружилися або 1497, або раніше).
Спочатку був войським перемиським. На його прохання в 1538 році король Сигізмунд I Старий надав дозвіл на права міста Кукізову в Львівському повіті. У 1545 році за сприяння Пйотра Кміти отримав посаду львівського підкоморія, з цим званням кілька разів згаданий в джерелах (судові справи) як королівський комісар для розмежування маєтків. За заслуги отримав від короля 1557 року «експектативу» найближчої вакантної посади в Руському воєводстві (окрім Львівської каштелянії), через кілька місяців став сенатором як любачівський каштелян (25 червня 1568). На Пйотркувському сеймі 1559—1559 років, як сам сказав, без жалю для добра Корони подав у відставку з посади. Прихильник руху екзекуційного. За віросповіданням католик.
Не державив більших королівщин; тільки в люстрації 1565 року згадане село Рудники Перемиського староства, війтівство села Просків (пол. Prosiek, родовий відм.) в Сяноцькому старостві. З 1564 року белзький каштелян. Правдоподібно, помер 1570 року.
Мав приязні стосунки зі Станіславом Оріховським, який 1560 року присвятив йому антиреформаційну працю.

### Сім'я
Перша дружина — Анна, донька Бальтазара Домбровського; шлюб 1538 року. Її віном були села Тарновець, Березів (Бжозув), Потаківка, частина Шебні в Ясельському повіті. Друга дружина (з 1557 року) — вдова Анджея Висоцького Зофія Маґерувна. Діти:
- Ян; дружина — Зофія Ґостинська.
- Валентій
- Абрагам — чоловік Софії Корнякт (донька Корнякта Костянтина).
- Войцех — наймолодший син, від 1569 навчався в єзуїтському університеті Інґольштадта, в 1578 мав майнові претензії через продаж Тарновця.
- Зофія — дружина спицимирського каштеляна Міколая Малаховського гербу Наленч,[4] Міколая Пєньонжка з Кружльової
- Малґожата — дружина Андрія Дрогойовського, крушвицького старости Станіслава Опоровського.

Каспер Несецький називав його зятем Якуба Йордана гербу Труби, сина Адама Йордана та сестри краківського біскупа Пйотра Мишковського.